# A123 Systems
A123 Systems, LLC — дочерняя компания китайской Wanxiang Group Holdings, является разработчиком и производителем литий-железо-фосфатных аккумуляторов и систем накопления энергии.
Компания была основана в 2001 году Йет-Мингом Чангом , Бартом Райли и Риком Фулопом. К 2009 году в компании работало около 2500 сотрудников по всему миру, а штаб-квартира находилась в Уолтеме, штат Массачусетс . Его оригинальная технология продукта была основана на материалах, изначально разработанных в Массачусетском технологическом институте.

## История
В ноябре 2005 года компания объявила о новой, более быстрой перезарядке литий-ионной аккумуляторной системы на основе легированных нанофосфатных материалов по лицензии Массачусетского технологического института .
В декабре 2006 года Консорциум усовершенствованных аккумуляторов США (USABC) в сотрудничестве с Министерством энергетики США (DOE) заключил с компанией контракт на 15 миллионов долларов США по оптимизации запатентованной A123 Systems технологии легированных нанофосфатных аккумуляторов для применения в гибридных электромобилях . с упором на мощность, устойчивость к небрежному обращению, долговечность и стоимость. [ Править ] USABC является организацией, состоящей из Chrysler LLC Corporation, Ford Motor Company и General Motors Corporation .
BAE Systems объявила, что с 2008 года она будет предлагать технологию литий-ионных аккумуляторов A123 Systems как часть своей силовой установки HybriDrive, используемой в версии 2008 года гибридных электрических автобусов Daimler Orion VII. По состоянию на 7 сентября 2009 г. в эксплуатации находилось более 3000 автобусов.
В мае 2008 года Консорциум передовых аккумуляторов США (USABC) в сотрудничестве с Министерством энергетики США (DOE) предоставил компании грант в размере 12,5 млн долларов США на разработку технологии литий-ионных аккумуляторов для подключаемых гибридных электромобилей.
5 марта 2008 г. General Electric, компания и Think Global объявили, что три фирмы вступили в партнерство, чтобы обеспечить глобальную электрификацию транспорта. [ править ] GE инвестировала 20 миллионов долларов США в компанию, чтобы помочь ей внедрить батареи для Think. [ Править ] Компания и Think в то же время подписали коммерческое соглашение о поставках. О партнерстве было объявлено на 78-м ежегодном международном автосалоне в Женеве. После более чем 10 миллионов долларов инвестиций в Think Global Think City, A123 прекратила производство своего аккумуляторного блока L20 для Think после одного дня производства в декабре 2008 года.
В январе 2009 года A123 systems подала заявку в Программу займов на производство транспортных средств с передовыми технологиями Министерства энергетики США (ATVMLP) на получение прямых займов в размере 1,84 миллиарда долларов США для поддержки строительства новых заводов по производству литий-ионных аккумуляторов в Соединенных Штатах с размещением первого завода. на юго-востоке Мичигана недалеко от Детройта. По состоянию на начало 2012 года заявка все еще находилась на рассмотрении. По оценкам компании, ей может быть разрешено занять до 233 миллионов долларов США в рамках программы.
В апреле 2009 года Chrysler Corp. объявила о заключении контракта с A123 на поставку аккумуляторов для их автомобилей ENVI EV.
В августе 2009 года компания получила грант в размере 249 миллионов долларов США от Программы кредитования производства транспортных средств с передовыми технологиями Министерства энергетики США (ATVMLP) на строительство производственных мощностей в Ромьюлусе и Ливонии, штат Мичиган . в виде налоговых льгот и льгот от Мичиганской корпорации экономического развития весной и гранта штата в размере 10 миллионов долларов США осенью 2008 г.
В сентябре 2009 года компания привлекла 380 миллионов долларов США после выхода на фондовую биржу NASDAQ .
В 2009 году компания была включена в список Guardian Global Cleantech 100. Позже A123 была включена в список 50 самых инновационных компаний журнала Technology Review 2011 года.
Подразделение Chrysler ENVI было расформировано в ноябре 2009 года.
В декабре 2009 года компания создала совместное предприятие с Shanghai Automotive Industry Corporation (SAIC), крупнейшим автопроизводителем Китая. Это было первое совместное предприятие китайского автопроизводителя и некитайского поставщика аккумуляторов. Новое предприятие называется Advanced Traction Battery Systems (ATBS).
В августе 2010 года соучредитель A123 профессор Йет-Минг Чанг выделил из A123 новую компанию под названием 24M Technologies, которая разрабатывает технологии, сочетающие концепции современных литий-ионных батарей с проточными батареями, в которых резервуары с жидкими электролитами объединяются для создания электрического тока.
В 2010 году A123 получила грант в размере 249 миллионов долларов США от Министерства энергетики США на строительство предприятий по производству аккумуляторов. Около 129 миллионов долларов гранта было использовано для строительства завода по производству аккумуляторов мощностью 550 МВтч в Ливонии и еще одного в Ромьюлусе. К маю 2012 года компания A123 отказалась от неиспользованного гранта в размере 120 миллионов долларов.
В сентябре 2010 года компания открыла крупнейшее в Северной Америке предприятие по производству литий-ионных аккумуляторов в Ливонии, штат Мичиган. Ожидается, что после выхода на полную мощность завод сможет производить аккумуляторы для эквивалента до 30 000 электромобилей в год.
В марте 2011 года компания получила третий контракт от Консорциума усовершенствованных батарей США (USABC) в сотрудничестве с Министерством энергетики США (DOE): контракт на разработку усовершенствованных батарей на сумму 8 миллионов долларов США для продолжения разработки своих систем ионно-литиевых батарей Nanophosphate®. для удовлетворения целевого приложения USABC для гибридного электромобиля Power-Assist (PAHEV) с энергосберегающей системой накопления энергии (LEESS).
В декабре 2011 года компания уволила 125 рабочих, так как A123 пришлось отозвать все аккумуляторы для автомобилей, разработанных Fisker . По состоянию на декабрь 2012 г. в A123 Systems работало более 3000 сотрудников.

## Инвестиции
В 2010 году компания инвестировала в Karma Fisker Automotive с Ace Investments и Kleiner Perkins Caufield & Byers .
В начале 2010 года компания создала совместное предприятие с SAIC Motor для производства аккумуляторов в Китае.
В феврале 2018 года A123 объявила об инвестициях в технологию твердотельных аккумуляторов Ionic Materials . Ionic разрабатывает уникальный полимерный электролит, который претендует на новый уровень безопасности и производительности современных аккумуляторов.

## Отзыв продукта
В начале 2012 года компания объявила о замене дефектных аккумуляторных блоков и модулей, поставленных примерно пяти клиентам, включая Fisker Automotive . Дефект привел к отключению Fisker Karma в тесте Consumer Reports . По оценкам, отзыв обойдется примерно в 55 миллионов долларов США. [ Править ] Fisker сократил заказ на покупку батареи у компании, чтобы уменьшить свои запасы. Цилиндрические элементы китайского производства, которые используются BMW и другими компаниями, были объявлены неповрежденными.

## Приобретение Wangxiang и банкротство
В августе 2012 года китайский производитель автомобильных компонентов Wanxiang Group согласился инвестировать до 465 миллионов долларов в приобретение 80 % A123 Systems; но приобретение не было завершено до того, как A123 подал заявление о банкротстве .
В начале октября 2012 года акции A123 Systems торговались по 27 центов за акцию по сравнению с 52-недельным максимумом в 4,44 доллара за акцию примерно годом ранее.
16 октября 2012 года A123 подала заявление о защите от банкротства в соответствии с главой 11 . 28 января 2013 г. Wanxiang America выкупила большую часть активов A123 в результате банкротства за 256,6 млн долларов и организовала A123Systems, LLC.
В более раннем заявлении, опубликованном A123 Systems в начале октября, говорилось, что она заключила соглашение о покупке активов с Johnson Controls с условием, что заявка компании должна быть одобрена судом по делам о банкротстве США и может быть превзойдена конкурирующим участником торгов. Джонсон не выиграл аукцион по банкротству и отозвал свою заявку в начале декабря.
16 октября 2012 года A123 подала заявление о защите от банкротства в соответствии с главой 11 . В документации перечислены активы в размере 459,8 млн долларов и обязательства в размере 376 млн долларов. Компания также заявила, что ее автомобильные активы будут приобретены Johnson Controls, поставщиком A123, за 125 миллионов долларов. 28 января 2013 г. Wanxiang America выкупила большую часть активов A123 в результате банкротства за 256,6 млн долларов и создала A123Systems, LLC. Государственный бизнес был продан американской фирме Navitas Systems за 2,25 миллиона долларов.

## Продажа литиевых заводов
В марте 2018 года американский производитель аккумуляторов Lithium Werks объявил о приобретении китайского завода A123 Systems в Чанчжоу, а также рабочей силы и клиентской базы в Китае, Европе и США. После слияния компания из Техаса владеет заводами в Китае и офисами в США, Нидерландах, Северной Ирландии, Великобритании и Норвегии. Lithiumwerks продолжила производство «нанофосфатных» аккумуляторов, переименовав элементы с «A123» на «Lithiumwerks» к концу 2019 года.
Компания A123 заявила, что хочет сосредоточиться на мобильных решениях после продажи своих заводов.

## Транспорт
Легковые автомобили
- Fisker Karma, подключаемый гибрид
- Такси в Токио, Япония . Better Place реализует демонстрационный проект с тремя электрическими такси, работающими от аккумуляторов A123 Systems.
- Гибрид Roewe 750 , подключаемый гибрид Roewe 550 и еще не анонсированный полностью электрический автомобиль марки Roewe от Shanghai Automotive Industry Corporation (SAIC), крупнейшего автопроизводителя в Китае
- Chevrolet Spark EV , городской электромобиль, который будет производиться General Motors и который планируется продавать небольшими объемами на некоторых рынках США (включая Калифорнию) и на мировых рынках, начиная с 2013 года.
- В мае 2011 года A123 представила литий-ионный 12-вольтовый стартерный аккумулятор двигателя, разработанный как более легкая, долговечная и экологически чистая замена свинцово-кислотным аккумуляторам. Батарея запуска двигателя Nanophosphate® компании A123 была включена в список R&D Magazine 2011 R&D 100, в котором отмечены 100 наиболее технологически значимых продуктов, представленных на рынке за последний год.

Коммерческий грузовик, автобус и внедорожник
- Navistar International EStar: средство доставки электромобилей (EV)
- Автобусы Daimler в Северной Америке (Orion VII). Номер один по продажам [ когда? ] гибридный электрический автобус в мире. [ Править ] Работает в Нью-Йорке, Сан-Франциско, Торонто, Далласе и других крупных городах. [ нужна ссылка ]
- Eaton: подключаемый гибрид Trouble Truck на базе Ford F550 [1]
- Smith Electric Vehicles Newton, полностью электрический грузовик для доставки с нулевым уровнем выбросов
- ALTe, производитель гибридных электрических силовых агрегатов с увеличенным запасом хода, ориентированных на рынок легких грузовиков

Гонки
- Гоночный автомобиль McLaren Mercedes Formula 1 KERS 2009 года
- Killacycle, ранее самый быстрый электромобиль в мире, способный разгоняться от 0 до 100 километров в час (0-62 мили в час) менее чем за 1 секунду.
- Buckeye Bullet Университета штата Огайо, электрический гоночный автомобиль наземной скорости, работающий от батарей A123, побил международный рекорд скорости электромобиля в августе 2010 года, достигнув 307,666 миль в час
- В мае 2011 года A123 подписала соглашение с Mavizen, лидером в области технологий для гонок на электрических мотоциклах, по которому Mavizen сделает аккумуляторную технологию A123 доступной для гонок TTXGP и других видов двухколесного автоспорта.
- Сверхлегкий электромобиль, работающий от 880 аккумуляторов A123 Li-PO4, Electric Blue Streamliner Университета Бригама Янга установил рекорд наземной скорости для автомобилей класса «E1» (автомобили весом менее 1100 фунтов), со средней скоростью 204,9 миль в час за два заезда в сентябре 2014 года.

## Электрическая сеть
- В ноябре 2008 года A123 вышла на рынок электросетей, поставив свою первую аккумуляторную систему накопления энергии корпорации AES для использования на нескольких подстанциях AES в Южной Калифорнии.
- В ноябре 2009 года A123 объявила о коммерческой эксплуатации проекта рабочего резерва мощностью 12 МВт на подстанции AES Gener Los Andes в пустыне Атакама в Чили.
- В декабре 2010 года корпорация AES получила заем от Министерства энергетики США для финансирования системы накопления энергии с частотным регулированием мощностью 20 МВт с использованием аккумуляторной технологии A123 на электростанции AES Westover в Джонсон-Сити, штат Нью-Йорк.
- В феврале 2011 года A123 объявила о своем втором проекте в Чили с AES Gener — системе накопления энергии с рабочим резервом мощностью 20 МВт, которая будет установлена на новой электростанции мощностью 500 МВт в северной части Чили под названием Ангамос.
- В июле 2011 года A123 объявила о заключении контракта на поставку усовершенствованной системы накопления энергии мощностью 500 кВт компании Dongfang Electric, третьему по величине производителю ветряных турбин в Китае и крупнейшему экспортеру энергетического оборудования в стране, в качестве демонстрационного проекта, чтобы помочь оценить, как передовые системы хранения энергии может решить проблемы, связанные с быстрым ростом ветроэнергетики в Китае, где, по данным Китайского энергетического союза, только около 72 % ветряных турбин страны подключены к энергосистеме.
- В октябре 2011 года корпорация AES представила системы накопления энергии мощностью 32 МВт с аккумуляторной технологией A123 на ветряной электростанции Laurel Mountain в Западной Вирджинии, которые будут использоваться для интеграции возобновляемых источников энергии и регулирования частоты. На момент ввода в эксплуатацию это была крупнейшая в своем роде система накопления энергии на литий-ионных батареях. Этот сайт был успешно введен в эксплуатацию в декабре 2011 года.
- В марте 2014 года японская NEC объявила о покупке бизнеса A123 по хранению энергии в сети за 100 миллионов долларов США.